# Экономическое планирование
Экономическое планирование — это механизм распределения ресурсов, основанный на вычислительной процедуре решения задачи условной максимизации с итерационным процессом получения ее решения. Планирование представляет собой механизм распределения ресурсов между организациями и внутри них, в отличие от рыночного механизма. В качестве механизма распределения экономическое планирование заменяет рынки факторов производства процедурой прямого распределения ресурсов внутри взаимосвязанной группы организаций, находящихся в общественной собственности, которые вместе составляют производственный аппарат экономики.
Существуют различные формы экономического планирования, которые различаются в зависимости от их конкретных процедур и подходов. Уровень централизации или децентрализации в принятии решений зависит от конкретного типа используемого механизма планирования. Кроме того, следует различать централизованное планирование и децентрализованное планирование. Экономика, основанная на планировании, называется плановой экономикой. В централизованно планируемой экономике распределение ресурсов определяется комплексным производственным планом, в котором указываются потребности в производстве и продукции. Планирование также может принимать форму индикативного планирования в рамках рыночной экономики, где государство использует рыночные инструменты, чтобы побудить независимые фирмы к достижению целей развития. 
Существует различие между физическим планированием (при социализме) и финансовым планированием (практикуется правительствами и частными фирмами при капитализме). Физическое планирование включает в себя экономическое планирование и координацию, проводимую в терминах дезагрегированных физических единиц, тогда как финансовое планирование включает планы, сформулированные в терминах финансовых единиц.